# Óscar Arriaza
Óscar Alberto Arriaza Martínez (* 30. Januar 1956 in Copiapó) ist ein ehemaliger chilenischer Fußballspieler. Der Stürmer wurde 1985 chilenischer Meister und spielte neun Mal für die Nationalmannschaft Chiles, für die er ein Tor erzielte.

## Karriere

### Verein
Óscar Arriaza begann seine Karriere 1978 bei Universidad Católica und wechselte 19982 zu Naval. Die titelreichste Zeit folgte beim CD Cobreloa, mit dem er Meister 1985 und Pokalsieger 1986 wurde. Nach Stationen bei CD Huachipato und den Rangers de Talca kehrte der Stürmer zu Naval zurück, jedoch löste sich der Verein am Ende des Jahres auf. 1991 spielte er für den CD Magallanes und streifte sich nochmal 1993 das Trikot der Rangers über.

### Nationalmannschaft
Das Debüt in der chilenischen Nationalmannschaft gab Óscar Arriaza im Juni 1983 unter Luis Ibarrabeim Freundschaftsspiel gegen Argentinien, als er für Osvaldo Hurtado eingewechselt wurde. Im September desselben Jahres spielte der Offensivakteur bei der Copa América 1983, wo ihm beim 5:0-Erfolg über Venezuela das erste und einzige Länderspieltor gelang. Dennoch schied Chile hinter Uruguay als Gruppenzweiter aus. Arriaza absolvierte insgesamt neun Länderspiele.

## Erfolge
Corebloa
- Chilenischer Meister: 1985
- Chilenischer Pokalsieger: 1986

Rangers
- Meister der Primera B: 1993